# 鍾氏原細蟻
鍾氏原細蟻（學名：Protanilla jongi）為蟻科細蟻亞科原細蟻屬下的一個物種。

## 形態描述
本種可與其他物種鑑別的特徵包含大顎腹面的小型頓狀齒突（denticle），後腹柄節背側觀成鐘狀，與第四腹節連接面積大，且其腹板外側的前腹側角（anteroventral corner）成直角狀等等。

### 工蟻
全身黃棕色。頭部長大於寬，前緣稍狹，後緣平直。無複眼，頭楯正面觀成鐘狀。大顎成長三角形，內緣具有鋸齒。大顎背外側緣有一縱溝，行至距離頂端1/3處橫越大顎走到內側，其位置正好在大顎前端的一列小齒突結束的地方。從側面看，大顎頂端會向下彎曲。觸角12節，柄節長。前胸背板背面觀成圓形。

### 蟻后

鍾氏原細蟻蟻后

全身棕色，顏色較工蟻為深。具有單眼及複眼，複眼位於頭部兩側的正中央。大顎與工蟻類似，惟前端彎曲幅度較小。

## 發現歷史
2015年11月，臺灣大學昆蟲系學生徐伯瑋以落葉袋採集法，於南投縣一處發現了一隻原細蟻屬工蟻，其腰節特徵明顯不同於台灣僅有的另一種林氏原細蟻，並在經過與螞蟻資料庫比對之後，確認為一個未曾描述過的種類。隔年3月，時任彰化師範大學林宗岐教授實驗室助理的許伯誠，於同一地點採集到了一巢完整的聚落，包含非常珍貴的蟻后。以上述材料，徐伯瑋將此種類命名為鍾氏原細蟻，紀念帶領他開始進行螞蟻研究的鍾兆晉老師，並且能讓他與其好友林宗岐教授以特殊的方式留名（林氏原細蟻即以林宗岐教授命名）。